# И повторится всё… (фильм, 1989)
«И повторится всё…» — советский фильм 1989 года, последний фильм режиссёра Баграта Оганесяна. По роману В. Григоряна «Дом на Пятой улице».

## Сюжет
Ленинградский адвокат Мартин Саакян после очередной ссоры с женой уходит из дома. Он решает полететь в Минск, чтобы посетить места, где в войну погиб его отец. В аэропорту он знакомится с Анной. Прилетев в Минск, они обнаруживают, что и дальше им ехать вместе. В дороге у них возникает роман и они проводят вместе ночь. Впоследствии выясняется, что это мать Анны во время войны укрывала раненного отца Мартина, после убитого полицаями, и Анну родила от него…

## В ролях
- Артур Месчян — Мартин Саакян
- Вероника Изотова — Таня, его жена
- Ирина Алфёрова — Анна
- Геннадий Гарбук — Серафим
- Нина Бохян — Сирануш
- Сос Саркисян — Саак Хоренович
- Алла Туманян — Сирарпи
- Геннадий Воропаев — генерал
- Лариса Леонова — тёща
- Артур Шахвердян — врач Манвелян
- Вадим Пьянков — обвиняемый

В эпизодах: Марго Мурадян, Карен Джанибекян, Владимир Кочарян, Жанна Аветисян, Мамикон Манукян, Юрий Амирян, Нина Абалян, Джульетта Бабаян и другие.

## Съёмки
Съёмки велись в Ленинграде. Премьера фильма — 10 ноября 1989 года в Ереване, в марте 1990 года в Москве. Последний фильм режиссёра — в апреле 1990 года он умер:

Последним фильмом режиссера стала лента с горькой интонацией и пророческим посылом «И повторится все…» (1989 г.). В ней Оганесян снова вернулся к волнующей его теме войны и прошлого вообще. Оператором фильма был Вреж Петросян. А пронзительную электронную музыку к фильму написал замечательный Эдуард Артемьев.— киновед Мария Токмаджян, газета «Голос Армении», 2014 год

## Литературная основа
Фильм снят по роману известного советского армянского прозаика Ваагна Григоряна «Дом на Пятой улице». Роман был опубликован в журнале «Литературная Армения» № 7 (334) за июль 1987 года в переводе с армянского Елизаветы Шатнрян, затем издан отдельной книгой в издательстве «Советский писатель», и был высоко оценён критикой:

Роман «Дом на 5-й улице» впрямую обращен к проблемам современности и недавней истории. … Семейная хроника? о трудной любви? Драма домашнего разлада? Нет.— Книга и искусство в СССР, 1989
Экранизирована вторая часть романа — сюжетная линия сына Седрака Саакяна — Мартина Саакяна, который, окончив аспирантуру, остался в столице:

В делах ему сопутствовала удача, и вскоре молодой кандидат наук решил остаться я Москве, поближе к очагам культуры и науки. Все бы хорошо, но только вот разлад в семье, которая крепилась не любовью, а расчетом; да растущее с годами равнодушие к работе, да пресыщение всеми благами, которые предлагает жизнь в столице. В подтексте романа тревожно звучат вопросы: почему, когда, навсегда ли? И содержатся ответы, пусть неявные, пусть неполные. Внимательный читатель многое прочтет между строк, остальное найдет в себе.— Алла Марченко — На виду у 5-й улицы. Григорян. // Журнал «Дружба народов», 1988 год